# Carlo Salvatori
Carlo Salvatori (Sora, 7 luglio 1941) è un banchiere e dirigente d'azienda italiano, presidente di Lazard Italia, di Banca Monte Parma e Ex presidente di Allianz Assicurazioni ora Presidente di Aviva Italia Holding Spa.

## Biografia
Dopo aver conseguito le lauree in Economia presso l'Università di Bologna e in scienze bancarie presso l'Università di Siena, ha lavorato nei principali istituti finanziari italiani.
Inizia la carriera professionale alla Banca Nazionale del Lavoro. Dal 1980 al 1987 è Vice Direttore Generale della Banca Emiliana e della Cassa di Risparmio di Parma, in seguito rientra alla BNL come direttore centrale. Nel 1990 ricopre la carica di direttore generale al Banco Ambrosiano Veneto, diventandone poi amministratore delegato.
Nel 1996 giunge in Cariplo dove riveste le cariche di direttore generale, consigliere e membro del comitato esecutivo. A seguito della fusione tra Cariplo e Banco Ambrosiano Veneto, viene nominato primo amministratore delegato della neonata Banca Intesa, carica che manterrà dal gennaio 1998 al novembre 2000. Il 6 maggio viene eletto presidente di UniCredit come successore di Francesco Cesarini, rimanendo alla guida dell'istituto fino al gennaio 2006. Inoltre nello stesso periodo è anche vicepresidente di Mediobanca. Dal 2006 all'aprile 2010 è amministratore delegato di Unipol Gruppo Finanziario.
Nell'aprile 2010 assume la presidenza della Lazard Italia a cui ha affiancato, due mesi più tardi, la presidenza della Banca Monte Parma.
Ricopre inoltre le cariche di consigliere in Anonima Petroli Italiana, Chiesi Farmaceutici, SeaChange International, Fondazione Teatro Regio di Parma e della Fondazione San Raffaele.
Dal settembre 2014 al maggio 2016 è stato membro (unico italiano) del Consiglio di Sovrintendenza dello IOR.

## Vita privata
Sposato e padre di tre figli.